# Сефер Халиловић
Сефер Халиловић (Пријепоље, 6. јануар 1952) бивши је официр ЈНА и касније генерал Армије Републике Босне и Херцеговине.

## Биографија
Војну академију је завршио 1975, а 1990. двогодишњу школу за командни кадар. Из ЈНА је дезертирао 1991. у чину потпуковника (само неколико дана пре планираног унапређења у чин пуковника) и постао командант ТО БиХ која је касније прерасла у Армију Републике Босне и Херцеговине. Августа 1992. именован је за начелника штаба ГШ Армије Републике Босне и Херцеговине. На тој функцији је остао до новембра 1993. када је именован за вођу инспекцијског тима и команданта операције „Неретва 93“.
Почетком рата је био поборник идеје да се јединице ЈНА одмах нападну на територији целе Босне и Херцеговине. Израдио је план блокаде свих касарни ЈНА у БиХ.
После рата се пензионисао у чину генерала Армије Републике Босне и Херцеговине и почео да се активно бави политиком. Био је министар у Влади Федерације Босне и Херцеговине.
Хашки суд је против њега 30. јула 2001. подигао оптужницу због злочина над босанским Хрватима које су починиле снаге Армије Републике Босне и Херцеговине под његовом командом у операцији „Неретва 93“. Добровољно се предао септембра исте године. Захваљујући гаранцијама Владе Босне и Херцеговине, провео је на слободи време до почетка суђења. Јануара 2005. је почело суђење. У новембру 2005. ослобођен је од свих оптужби и пуштен на слободу. Суд је закључио да, иако се убиства која се сматрају ратним злочинима јесу догодила на наведеним локацијама, Халиловић није имао командни ауторитет јер је био само инспектор, и не може да се сматра одговорним за њих. Тужилаштво се жалило на пресуду. Дана 16. октобра 2007, апелационо веће је одбацило жалбу тужилаштва и потврдило ослобађајућу пресуду.
Аутор је књиге Лукава стратегија која садржи његова сећања и сведочанства о рату у Босни и Херцеговини.